# کوپاسکر
کوپاسکر (به لاتین: Kópasker) یک روستا در ایسلند است که در نوردورلاند ایسترا واقع شده‌است. کوپاسکر ۱۲۱ نفر جمعیت دارد.